# Ониськове (Первомайський район)
Они́ськове — село в Україні, у Кривоозерській селищній громаді Первомайського району Миколаївської області. Населення становить 556 осіб.

## Історія

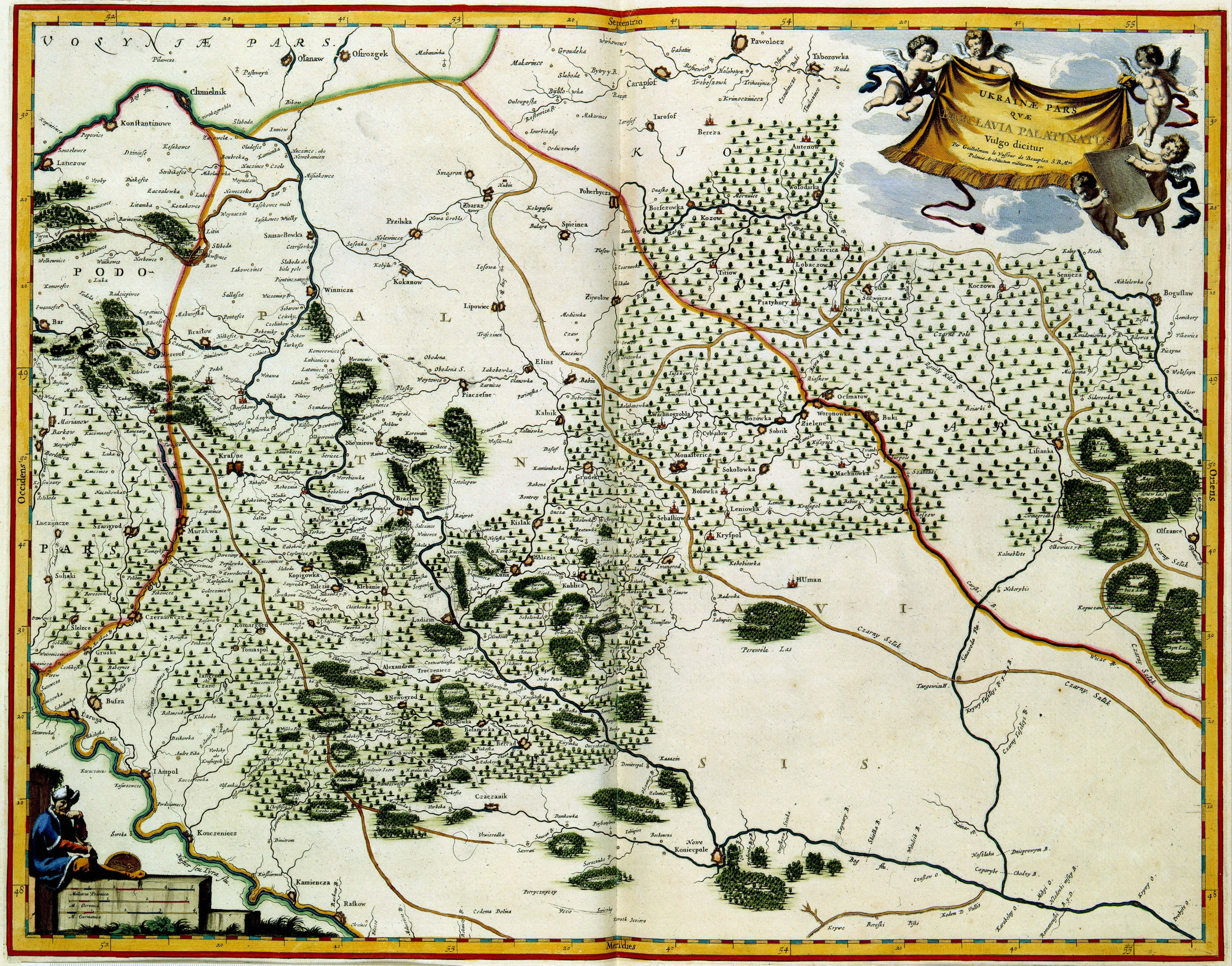
річка Ониськова Стінка на мапі де Боплана 1648

Існує щонайменше з 1650 року. Зображено на «Спеціальній карті» Гійома де Боплана, яка вийшла в світ того року.
Під час організованого радянською владою Голодомору 1932—1933 років померло щонайменше 353 жителі села.

## Символіка
Затверджений: 15 серпня 2013 р. Автор: І. Янушкевич.

### Герб
Щит понижено перетятий лазуровим і зеленим. У першій частині срібний православний хрест, супроводжуваний в правому верхньому кутку срібною восьмипроменевою зіркою, в правому нижньому кутку золотим сонцем, що сходить і випускає такі ж промені, три з яких переплетені з хрестом, а в лівому нижньому кутку золотими сосновою гілкою з шишкою і дубовим листом з жолудем, покладеними в косий хрест. У другій частині три золотих колоски, покладені віялоподібно.

### Прапор
Квадратне полотнище складається з п’яти горизонтальних смуг – синьої, жовтої, зеленої, малинової і чорної, у співвідношенні 1:1:4:1:1. У центрі середньої смуги три жовтих колоски, покладені віялоподібно.